# Metnitz (vattendrag)
Metnitz är ett vattendrag i Österrike.   Det ligger i förbundslandet Kärnten, i den centrala delen av landet, 200 km sydväst om huvudstaden Wien.
I omgivningarna runt Metnitz växer i huvudsak blandskog. Runt Metnitz är det ganska glesbefolkat, med 38 invånare per kvadratkilometer.